# مورافيون
مورافيون (بالتشيكية: Moravané أو Moraváci)، مجموعة عرقية سلافية غربية من منطقة مورافيا في جمهورية التشيك الناطقين باللهجات المورافية من التشيكية أو التشيكية المشتركة أو بشكل خليط من كليهما. ومنذ عام 1991 سجل بعض الأفراد الذين يعرَّفون عرقيًا على أنهم مورافيون في تعدادات سكان التشيك جنبًا إلى جنب مع السيليزين (سكان سيليزيا)، وقد تذبذبت هذه النسبة حتى أعلن في عام 2011 أن 6.01٪ من سكان التشيك أصولهم تعود للمورافيون، وهناك عدد قليل من الأفراد الذين يعرَّفون عرقيًا على أنهم مورافيون هم أيضًا من مواطني سلوفاكيا المجاورة.